# Орден «Стара планина»
Орден «Стара планина» (болг. Орден «Стара планина») — вища нагорода Республіки Болгарія. Ним нагороджуються політичні, громадські, спортивні чи інші діячі Болгарії та іноземних держав.

## Положення про нагороду
Орденом нагороджуються:
1. Болгарські громадяни — глави держави й уряду, міністри, політичні та громадські діячі, діячі культури, військовики та представники духовенства, які мають виняткові заслуги перед Болгарією.
2. Іноземні громадяни — глави держав та урядів, міністри, політичні та громадські діячі, діячі культури, які мають виняткові заслуги у розвитку двосторонніх відносин з Болгарією та за розвиток міжнародного співробітництва, зміцнення безпеки й миру між народами, а також ті, хто має заслуги у справі захисту прав і свобод людини.

## Історія
Орден «Стара планіна» було започатковано 4 серпня 1966 року Указом № 606 Президії Народних зборів для нагородження глав іноземних держав, прем'єр-міністрів, міністрів, дипломатів, політичних, культурних і громадських діячів, іноземних громадян та військових осіб, за зміцнення дружніх відносин з болгарською державою. Після скасування нагородної системи НРБ 21 березня 1991 року орден «Стара планина» не припинив свого існування, а перейшов в систему нагород Республіки Болгарія. Відповідно до Закону «Про ордени й медалі Республіки Болгарія» від 30 червня 1994 року, статут ордена був змінений: орденом нагороджуються як іноземні, так і болгарські громадяни за виняткові заслуги перед Республікою. Першими нагородженими громадянами Болгарії стали 27 гравців і тренерів національної збірної з футболу.

## Опис
Ступені ордена «Стара планіна»:
1. Орден «Стара планіна» може бути зі стрічкою чи без неї.

1. голови держав, прем'єр-міністри та, як виняток, громадяни Болгарії нагороджуються орденом Стара Планина з стрічкою; нагороджені також отримують зірку ордену;
2. міністри, дипломати, політичні діячі, діячі культури, військовослужбовці, представники духовенства, а також нагороджені іншими болгарськими та іноземними орденами нагороджуються орденом Стара Планина без стрічки.
1. Орден «Стара планіна» зі стрічкою не має ступенів та носиться із зіркою.

1. орден має форму п'ятипроменевої зірки з золотими краями, покриту білою емаллю, що кріпиться поперечним бантом і золотим левом до білої стрічки з болгарським триколором на правій стороні; носиться через плече;
2. зірка ордену: на золотих променях — п'ятипроменева зірка з золотою облямівкою, покрита емаллю, посередині з кільцем з золотою облямівкою, покритим емаллю і написом «Стара планина»; носиться на грудях.
1. Орден «Стара планіна» без стрічки має два ступені — 1-й та 2-й, і дві категорії — з мечами (для нагородження військовиків) та без мечів (для нагородження цивільних осіб).

1. перший ступінь: на срібних променях — п'ятипроменева зірка з золотою облямівкою, покрита емаллю, посередині з кільцем з золотою облямівкою, покритим емаллю і написом «Стара планина», прикріплена золотим левом до білої стрічки з болгарським національним триколором; носиться на шиї;
2. другий ступінь: на срібних променях - п'ятипроменева зірка з срібними краями, покрита емаллю, посередині з срібним кільцем і написом «Стара планина», прикріплена срібним левом до білої стрічки з болгарським національним триколором; носиться на шиї.

## Знаки ордена

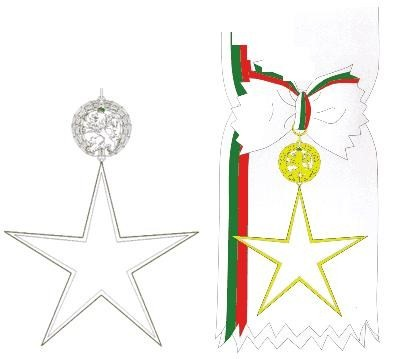
Орден «Стара планіна» зі стрічкою
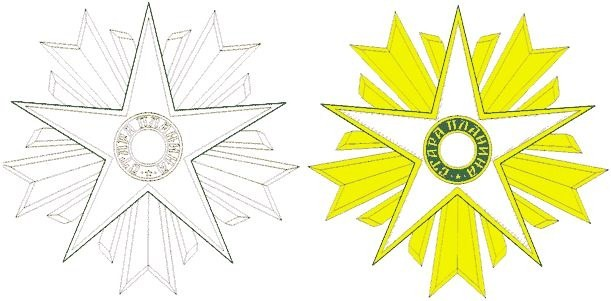
Зірка ордена зі стрічкою
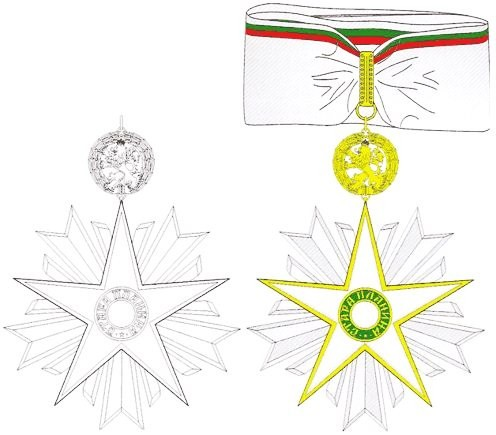
Орден «Стара планіна» 1-го ступеня
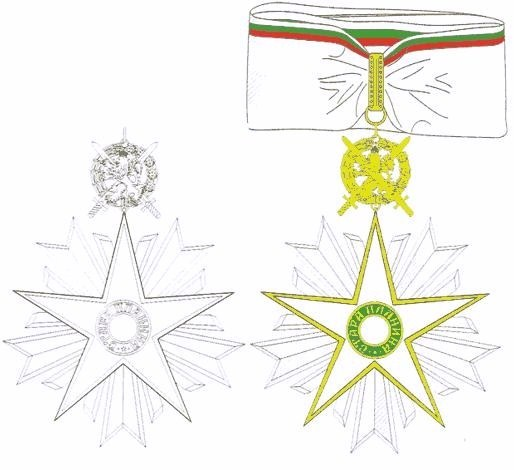
Орден «Стара планіна» 1-го ступеня, з мечами
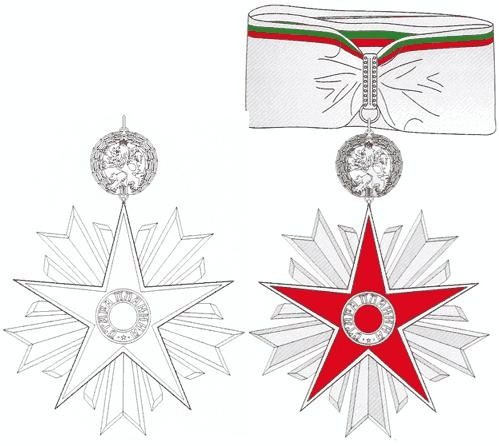
Орден «Стара планіна» 2-го ступеня
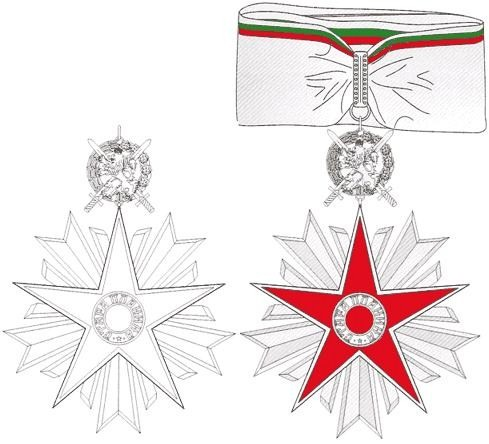
Орден «Стара планіна» 2-го ступеня, з мечами

## Особливості нагородження орденом зі стрічкою
Нагороджуються глави іноземних держав та урядів, і як виняток, громадяни Болгарії.
Орден носиться на плечовій стрічці із зіркою на грудях.

## Відомі нагороджені
- Ніколає Чаушеску[1]
- Саддам Хусейн[1]
- Кондоліза Райс[1]
- Сільвіо Берлусконі[2]
- Тоні Блер[2]
- Нельсон Мандела[2]
- Ангела Меркель[2]
- Колін Павелл[2]
- Ніколя Саркозі[2]
- Петро Порошенко (червень 2016)[3]